# Forestville, New York
Forestville är en ort i Chautauqua County i delstaten New York, USA.